# Веселе
Веселе (на украински: Веселе) е селище от градски тип в Южна Украйна, Веселевски район на Запорожка област. Основано е през 1815 година. Населението му е около 11098 души.